# Nejvyšší stolník
Nejvyšší stolník nebo také nejvyšší truksas, zpočátku jen stolník (německy Truchsess, latinsky dapifer) patřil k dvorským úřadům (dignitates), které původně měly zabezpečovat hospodářství a chod domácnosti i dvora panovníka. Dalšími dvorskými úřady byl komorník (camerarius), správce knížecích stájí – maršálek (marschalcus, agazo), číšník (dapifer) a mečník (ensifer). 
Nejvyššímu stolníkovi byl podřízen podstolník (také zvaný podstolí) neboli podtruchsas (subdapifer).
Rovněž na královnině dvoře figuroval stolník a podstolník.
V Čechách je doložen v polovině 12. století. Ve Svaté říši římské měl hodnost arcistolníka (arcitruchsase, německy Erz-Truchses, latinsky archidapifer) falckrabě rýnský, od roku 1623 vévoda bavorský.
Následující seznamy nemusí být úplné.

## České království
V českém knížectví se stolník připomíná od poloviny 12. století (1146–1148) za vlády Vladislava II. (panoval v letech 1140–1172, králem od roku 1158). Původně šlo o dozor nad dvorskou kuchyní, zásobami potravin a o přímou (čestnou) obsluhu knížete (krále) u stolu, později šlo o čestnou hodnost dvorského ceremoniálu. U dvorských úřadů se projevovala tendence k dědičnosti. Zajícové z Hazmburka získali dědičný úřad stolníka v roce 1326 od Jana Lucemburského (vládl v letech 1310–1346) a drželi ho až do vymření rodu v roce 1663. Od roku 1723 byl přiznán Colloredům na Opočně, posléze knížatům Colloredo-Mannsfeld. Po Bílé hoře, pakliže král sídlil v Čechách, byly obvykle úřady královského českého dvora vykonávány už jen při korunovacích. V jejím průběhu nejvyšší stolník nesl pozlacený bochník chleba jako připomínku eucharistické oběti. Bochník pak položil na oltář.

### Seznam nejvyšších stolníků Českého království
- 1147 Konrád
- 1159–1165 Kochan
- 1169–1177 Vítek I. z Prčice († 1194)
- kolem 1178 Řivin
- 1180 Slavibor
- 1183–1185 Letar
- 1187–1189 Matouš
- 1194 Jurik
- 1205–1213 Diviš
- 1217 Hrděbor
- 1222–1224 Jindřich Vítkovic z Prčice a Nového domu (Hradce)
- 1232–1249 (?) Jaroslav
- 1232 Oldřich
- 1236–1238 Rudolf
- 1236–1251 Soběslav
- 1250–1260 Ondřej z Říčan († 1277)
- 1260–1272 Diviš
- 1276–1278 Hynek z Dubé
- 1283 Sezima z Krašova
- 1284–1285 Hynek (Haiman) z Dubé
- 1289 Albrecht
- 1318 Heřman z Miličína
- 1350–1368 (31. 12.) Zbyněk Zajíc z Hazmburka († 31. 12. 1368)[4]
- 1369–1383 Vilém Zajíc z Hazmburka
- 1386 Mikuláš z Hazmburka
- 1395–1408 Oldřich Zajíc z Hazmburka
- 1410 Mikuláš Zajíc z Hazmburka
- 1415–1441 Vilém Zajíc z Hazmburka († 1441)
- 1441–1463 Zbyněk Zajíc z Hazmburka († 1463)
- 1486 Jan Zajíc z Hazmburka
- 1483–1488 Ladislav z Veitmile[5]
- 1522 Martin Lesecký z Lesic[5]
- 1522 Václav Strojetický ze Strojetic[5]
- 1527–1553 Jan IV. Zajíc z Hazmburka na Budyni
- ?–1585 Mikuláš IV. Zajíc z Hazmburka (14. září 1524 – 20. března 1585)
- ?–1616 Jan Zbyněk Zajíc z Hazmburka (asi 1570–1616), úřad zastával v roce 1611 v době korunovace Matyáše Habsburského na českého krále, v průvodu přinášel zlatý chléb.[6] Zúčastnil se i korunovace Anny Tyrolské na českou královnu v roce 1616.[7]
- ?–1663 Jaroslav Maximilian (Mikuláš Jiří) Zajíc z Hazmburka (1614–1663)

#### Colloredové – dědičný nejvyšší zemský stolník Českého království
- 1723–1726 Jeroným IV. z Colloredo-Waldsee[8] (12. 3. 1674 Udine – 2. 2. 1726 Vídeň), dědičný nejvyšší zemský stolník (Obersterbland-Truchsess des Königreiches Böhmen), udělený též jeho bratrovi Rudolfovi (1676–1750)[9]
  - na korunovaci Karla VI. v roce 1723 nebyl přítomen, zastupoval ho Štěpán Vilém Kinský (1679–1749)[10]
- 1726–1788 Rudolf Josef I. z Colloredo-Waldsee (7. 7. 1706 Praha – 1. 11. 1788 Vídeň)
  - úřad zastával při korunovaci Marie Terezie v roce 1743
- 1788–1807 František Gundakar I. z Colloreda-Mannsfeldu (28. 5. 1731 Vídeň – 27. 10. 1807 Vídeň)
  - úřad zastával při korunovaci Leopolda II. v roce 1791
- 1807–1843 Rudolf Josef II. z Colloredo-Mannsfeldu (16. 4. 1772 – 28. 12. 1843 Vídeň), v letech 1835–1843 nejvyšší císařský hofmistr
  - při korunovaci Ferdinanda I. Dobrotivého v roce 1836 ho v úřadě nejvyššího truksase zastupoval dědičný komoří nad stříbrem hrabě Salm[2]
- 1843–1852 František Gundakar II. z Colloredo-Mannsfeldu (18. 11. 1802 Vídeň – 29. 5. 1852 Gräfenberg)
- 1852–1895 Josef I. František z Colloredo-Mannsfeldu (26. 2. 1813 Vídeň – 22. 4. 1895 Vídeň)
- 1895–1918 Josef II. Jeroným z Colloredo-Mannsfeldu (17. 2. 1866 Praha – 21. 2. 1957 Paříž)

### Seznam podstolníků Českého království
- 1194–1209 Erkenbrecht
- 1211 Soběhrd
- 1222–1224 Kojata IV. Hrabišic († 1228)
- 1232 Oldřich
- 1236–1251 Soběslav
- 1257 Ondřej
- 1262 Bohuš
- 1277 Konrád

### Seznam stolníků králové v Českém království
- 1263–1269 Čáslav

### Seznam podstolníků králové v Českém království
- 1207 Vojslav
- 1269 Otto

## Moravské markrabství

### Seznam nejvyšších stolníků Moravského markrabství
- 1203 Sulislav
- 1210–1211 Štěpán
- 1220–1222 Svojše
- 1222 Vilém
- 1225 Sulislav
- 1228 Crh
- 1228 Ojíř
- 1233 Markvart
- 1233–1234 Crh
- 1234 Protiven
- 1236 Artleb a Protiven
- 1238 Blud
- 1238 Milič
- 1239–1243 Crha
- 1253–1256 Zdeslav II. ze Šternberka († 1265)[11]
- 1253 Ratibor
- 1256 Bohuslav
- 1261–1264 Diviš
- 1268–1272 Vznata z Lomnice
- 1287 Thas

### Seznam podstolníků Moravského markrabství
- 1203 Svojše
- 1222 Peregrin
- 1224 Svojše
- 1226 Crh
- 1232 Crh
- 1233 Beneda
- 1233 Artleb
- 1234 Svéslav
- 1234 Artleb
- 1251 Čáslav z Častoslav

## Rakouské země

### Horní Rakousy
V roce 1848 zastával úřad rod hrabat z Schönborn-Buchheimu.

### Dolní Rakousy
V roce 1848 zastával úřad rod hrabat z Schönborn-Buchheimu.

### Štýrsko
Úřad dědičného zemského stolníka (Erblandtruchsess) zastávali páni z Halbenrainu, z Emmerbergu (1201–1258), Erchenger (III.) z Landesere (1262), Wildonier (1265 – po 1293), páni z Walsee (do 1482; poslední zemřel v květnu 1483), hrabata z Hardeggu (1482‒1848; Zikmund a Jindřich Prüschenk, říšská hrabata z Hardeggu, potvrzeno císařem Friedrichem III. ve Vídni 9. prosince 1482, léno opětovně uděleno 
Friedrichem III. v Norimberku 15. září 1487).
- ?–? Jan Julius Hardegg[14] (1676–1746)
- ?–? (určitě 1811) Jan Ferdinand Hardegg (18. 4 1773 – 2. 5 1818), syn Jana Františka

### Korutany
V roce 1848 zastával dědičný úřad rod hrabat z Herbersteinu.

### Kraňsko
V roce 1848 zastával dědičný úřad rod hrabat z Hohenwarthu.

### Tyrolsko
V roce 1848 zastával úřad rod hrabat z Küniglu.

### Gorice a Gradiška
V roce 1848 zastával úřad rod hrabat z Cobenzlu.
1715–1742 (30. 4.) Jan Kašpar II. Cobenzl (30. 5. 1664 Wippach, dnes Vipava, Slovinsko – 30. 4. 1742 Vídeň)

### Salcbursko
V roce 1848 zastával úřad rod knížat a hrabat z Lambergu.

## Uherské království
(maďarsky főasztalnok,latinsky dapiferorum regalium magister, německy Obersttruchsess)
- 1523–1526 Ladislav de Chulu[15]
- 1527–1532 Jan Lengyel[15]
- 1534–1542 Ladislav Országh[15]
- 1546–1551 Ľudovít Pekry de Petrovina[15]
- 1554–1567 Štěpán Bánffy[15]
- 1568–1590 Baltazar Batthyány[15]
- 1598–1603 Tomáš Erdödy[15]
- 1604–1609 Jiří V. Thurzo[15] (1567–1616)
- 1610–1618 Tomáš Széchy[15]
- 1618–1622 Petr Révai[15] (2. 2. 1568 Holíč – 5. 6. 1622 Trenčín)
- 1623–1635 Tomáš Bosnyak[15]
- 1635–1639 Štěpán Osztrozsics[15]
- 1640–1659 Adam Batthyány[15]
- 1659–1690 Jiří Illyesházy[15]
- 1690–1704 Kryštof Esterházy[15]
- 1707–1726 Petr Zichy[15]
- 1730–1755 Josef Illyesházy[15]
- 1756–1758 František Károly[15]
- 1758–1774 Emerich (Imrich) Batthyány[15]
- 1775–1787 Antonín Károly[15]
- 1787–1806 Josef Batthyány[15]
- 1806–1824 Josef Erdödy[15]
- 1825–1838 Štěpán Illyesházy[15]
- 1839–1848 Antonín Majláth[15]
- (určitě 1866) Jiří Andrássy
- (určitě 1868, 1874, 1876, 1878) František Zichy z Vásonykeő
- 1879, 1880 neobsazeno
- (určitě 1883, 1886) Mikuláš Bánffy (1801–1894)
- (určitě 1889, 1892, 1895) Albín Csáky z Körösszéghu a Adorjánu ((19. 4. 1841 Krompachy – 15. 12. 1912 Budapešť)
- ?–1898 Emerich Széchényi z Sárváru a Felső-Vidéku (15. 2. 1825 Vídeň – 11. 3. 1898 Budapešť)
- 1899, 1900 neobsazeno
- (určitě 1903, 1906, 1909, 1912, 1915, 1918) Ondřej Csekonics de Zsombolya et Janova